# Elektrofysiologi
Elektrofysiologi (græsk: ἥλεκτρον, ēlektron, "rav"; φύσις, physis, "natur, oprindelse"; og λογία, -logia), er læren om de elektriske funktioner i biologiske celler og kredsløb. Disse funktioner måles som ændringer i den elektriske spænding eller strøm, hvilket kan måles over enkelte ionkanaler, celler eller over hele kredsløb, f.eks. i hjertet eller i hjernen.

## Neurovidenskabelig elektrofysiologi
Den neurovidenskabelige elektrofysiologi omhandler elektriske aktivitet i neuroner, hvilket ofte måles som ændringer i deres membranpotentiale (aktionspotentialer). Elektrofysiologiske teknikker anvendes også til at måle strømmen gennem bestemte ionkanaler. EEG-målinger er en anden elektrofysiologisk teknik som ofte anvendes diagnostisk f.eks. til at påvise epileptisk aktivitet i hjernen.
Elektrofysiologi er et vigtigt redskab for den neurovidenskabelige forskning, hvor man blandt andet undersøger neuroners evne til at frigive neurotransmittere samt deres roller i neuronale netværk. Elektrofysiologiske undersøgelser kan udføres både i cellekulturer, i biologisk væv samt i levende dyr og mennesker.
Elektrofysiologi anvendes også i udviklingen af lægemidler målrettet ionkanaler i hjernen.

## Kardiologisk elektrofysiologi
Specialet i kardiologisk elektrofysiologi omhandler rytmeforstyrrelser (arytmier) og behandling af disse.
Afhængig af rytmeforstyrrelsens oprindelse og natur, kan den ofte behandles med specialiseret behandling tilpasset den enkelte rytmeforstyrrelse. Behandlingen kan variere fra eventuel medicinsk behandling i tabletform til operation (se nedenfor).
Foruden pacemaker og ICD, så fokuserer elektrofysiologien sig om kateterbaseret behandling af rytmeforstyrrelser i hjertet. Der anvendes i dag kateterbaseret adgang via blodårer i lysken, hvor der let føres elektroder direkte til hjertet, hvor der kan måles på hjertets elektriske egenskaber.
Når rytmeforstyrrelsens oprindelse er fundet, kan den fjernes helt eller symptomerne kan mildnes ved hjælp af kateterbaseret ablationsteknik. Enten kan behandlingen indebære en fryse-, varme eller stødbehandling. Stødbehandlingen (Pulsed Field Ablation) er den nyeste ablationsbehandlingstype. Afhængig af rytmeforstyrrelsen og behandlingstype så kan eller skal indgrebet foregå i fuld narkose; dette er ikke aktuelt for alle ablationsbehandlinger.
Risikoen for komplikationer ved ablation (ablationsbehandlinger) er under 2% i Danmark. Komplikationerne begrænser sig oftest til en ubehagelig blodansamling i lysken hvor indstikket er foretaget; blodansamlingen forsvinder gradvist inden for 4 - 5 uger. Andre komplikationer kan være mindre blodpropper i hjernen (yderst sjældent) eller der kan fejlagtigt komme et mindre, typisk selvlukkende, hul på hjertet hvorved hjertesækken fyldes med blod og må tømmes ud ved hjælp af et særligt dræn.
Rytmeforstyrrelser kommer kategoriseret set i to former:
1: For langsom puls (bradykardi)
Under 40 slag pr. min.
Hjerteslag måles som slag pr. minut (bpm). Vedvarende for lav puls (typisk under 40 bpm) er lig bradykardi. Almindeligvis behandles irreversibel bradykardi med pacemakerimplantation.
Eventuelle ekstraslag (typisk ventrikulære ekstraslag) udviser ikke nødvendigvis puls og derfor vil en langsom puls føles. Visse ekstraslag kan behandles med ablationsbehandling.
2: For hurtig (tachykardi) eller uregelmæssig puls:
Anfaldsvis eller vedvarende hurtig, generende (symptomatisk) hjerterytme, som opstår uden nogen foranledning, kan være behandlingskrævende og der bør søges specialistbehandling. I første instans eventuelt via egen læge, skadestue eller kardiolog (speciallæge i hjertesygdomme), som så hver især kan henvise til en elektrofysiolog (speciallæge i hjerterytmeforstyrrelser).
Symptomatiske rytmeforstyrrelsestilstande - også lettere symptomatiske - kan som udgangspunkt altid henvises til elektrofysiolog, som i det givne tilfælde vurderer sagen. Såfremt visse kriterier opfyldes, kan følgende rytmeforstyrrelser behandles:
Atrieflimren (AF), atrieflagren (AFla, Afl), ekstraslag fra atriet (SVES, EAT, AT), reentry takykardier: AVNRT (atrioventrikulær nodal reentry tachykardi), AVRT: WPW, cWPW (skjult WPW)), ventrikulære ekstraslag (VES), ventrikulær tachykardi (VT) samt andre tilstande.
Hvis dokumentationen for hurtige, farlige rytmeforstyrrelser eller risikoen herfor er til stede som følge af tidligere hjertesygdomme, så kan implantation af ICD (Implanterbar Cardioverter Defibrillator) komme på tale.
Elektrofysiologi er specialiseret på følgende hospitaler i Danmark: Rigshospitalet, Gentofte Hospital, Odense Universitetshospital, Aarhus Universitetshospital (Skejby), Ålborg Hospital og Privathospitalet Mølholm. Patienter fra Grønland og Færøerne henvises almindeligvis til Rigshospitalet.
Dansk Cardiologisk Selskab www.cardio.dk varetager dette specialefelt.